# Oberes Schloss Eubigheim
Das Obere Schloss Eubigheim ist ein abgegangenes Schloss in Eubigheim, einem Ortsteil der Gemeinde Ahorn im Main-Tauber-Kreis in Baden-Württemberg. Das Obere Schloss lag einst hinter dem Unteren Schloss bzw. Bettendorf'schem Schloss, dem heutigen Rathaus der Gemeinde Ahorn. Das Obere Schloss diente der Familie von Rüdt als Sitz. Vom einstigen Schloss ist heute nichts mehr erhalten.